# Jacques Georges

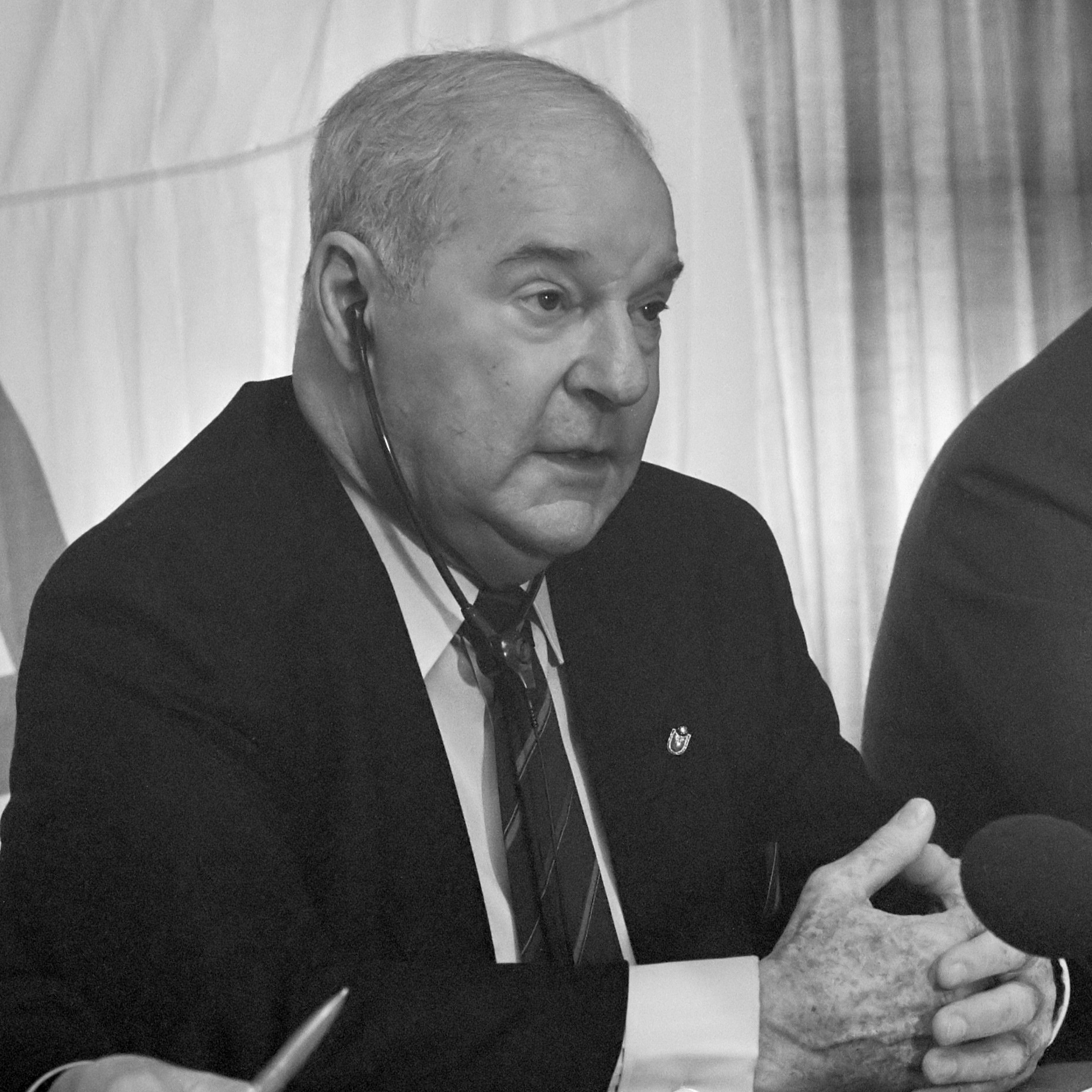
Jacques Georges

Jacques Georges (* 30. Mai 1916 in Saint-Maurice-sur-Moselle, Département Vosges; † 25. Februar 2004 ebenda) war ein französischer Fußballfunktionär.
Er war von 1968 bis 1972 Präsident des französischen Fußballverbandes und von 1983 bis 1990 als erster Franzose Präsident der UEFA.
Jacques Georges ist Absolvent der HEC Paris.